# Epidendrum embreei
Epidendrum embreei ("Embree's Epidendrum") là một loài lan trong chi Epidendrum.